# Mark Gower
Pour les articles homonymes, voir Gower.
Mark Gower (né le 5 octobre 1978 à Edmonton, banlieue de Londres, en Angleterre) est un footballeur évoluant au poste de milieu de terrain. Il a joué plus de 160 matchs en deuxième division anglaise.

## Biographie
Né dans la banlieue de Londres, Mark Gower signe son premier contrat professionnel avec le club de Tottenham Hotspur pour lequel il ne joue que deux matchs en tant que remplaçant. Entre mars et mai 1999, il est prêté à Motherwell, un club écossais de Scottish Premier League et joue 9 rencontres. Sa carrière ne débute réellement qu'à Barnet où il signe en janvier 2001. Durant deux ans et demi, il joue dans ce petit club de Conference (5e division), mais obtient une place de titulaire dans l'effectif.
Le 2 juillet 2003, il rejoint un club plus ambitieux, Southend United, qui évolue en division 4. Gower est titulaire et l'équipe monte au bout de deux saisons en League One (3e division). Un an après, l'équipe décroche une nouvelle promotion et entame la saison 2006-2007 en Championship (2e division). Durant cette saison, Gower joue 51 matchs et inscrit 10 buts. Mais l'équipe ne parvient pas à se maintenir et redescend en League One pour la saison 2007-2008. Cette saison est la dernière que Gower joue à Southend, d'autant que son contrat expire à l'été 2008.
Le 27 juin 2008, il est l'une des premières recrues de Swansea City, club fraîchement promu en Championship, et de son entraîneur, Roberto Martínez Montoliú. Doté d'un bon sens du but, Gower reste pourtant muet toute sa première saison chez les Swans malgré 41 matchs joués. Il inscrit finalement son premier but le 3 octobre 2009, lors du match Swansea-QPR (victoire 2-0). En mai 2013, il résilie son contrat à l'amiable.

## Palmarès
Swansea City
- Playoffs de Championship
  - Vainqueur 2011

## Statistiques
| Saison      | Club              | Pays                | Championnat        | Coupes nationales  |
| ----------- | ----------------- | ------------------- | ------------------ | ------------------ |
| 1998 - 1999 | Tottenham Hotspur | Premier League      | -                  | 2 matchs           |
| 1998 - 1999 | Motherwell        | Premier League      | 9 matchs / 1 but   | -                  |
| 1999 - 2000 | Tottenham Hotspur | Premier League      | -                  | -                  |
| 2000 - 2001 | Barnet            | Division Three (D4) | 14 matchs / 1 but  | 1 match / 1 but    |
| 2001 - 2002 | Barnet            | Conference (D5)     | 35 matchs / 5 buts | 3 matchs           |
| 2002 - 2003 | Barnet            | Conference (D5)     | 41 matchs / 9 buts | -                  |
| 2003 - 2004 | Southend United   | Division Three (D4) | 40 matchs / 6 buts | 13 matchs / 3 buts |
| 2004 - 2005 | Southend United   | League Two (D4)     | 40 matchs / 6 buts | 8 matchs / 1 but   |
| 2005 - 2006 | Southend United   | League One (D3)     | 40 matchs / 6 buts | 2 buts             |
| 2006 - 2007 | Southend United   | Championship        | 43 matchs / 8 buts | 8 matchs / 2 buts  |
| 2007 - 2008 | Southend United   | League One (D3)     | 44 matchs / 9 buts | 5 matchs           |
| 2008 - 2009 | Swansea City      | Championship        | 36 matchs          | 5 matchs           |
| 2009 - 2010 | Swansea City      | Championship        | 31 matchs / 1 but  | 3 matchs           |
| 2010 - 2011 | Swansea City      | Championship        | 42 matchs / 2 buts | 3 matchs           |

Dernière mise à jour le 30 mai 2011